# Alexander Abrahamowicz
Alexander Raoul „Sascha“ Abrahamowicz (* 10. September 1926 in Wien; † 19. März 2020) war ein österreichischer evangelisch-reformierter Pfarrer  und zwei  Jahre lang stellvertretender Landessuperintendent der Evangelischen Kirche H. B. in Österreich.

## Leben
Abrahamowicz’ Vater war Arzt und stammte aus der Bukowina, seine Mutter aus Mähren. 1938 emigrierte die Familie in die Schweiz. Abrahamowicz studierte in Straßburg, Wien und Basel evangelische Theologie. Der Schweizer Theologe Karl Barth war einer seiner Lehrer. Ab 1952 unterrichtete er an verschiedenen Wiener Gymnasien evangelische Religion, unter anderem am Lycée Français de Vienne. Abrahamowicz  wurde 1954 ordiniert und war anfangs als Jugendpfarrer der Evangelischen Kirche H.B. tätig. Von 1957 bis zu seiner Pensionierung 1990 war er Pfarrer der Gemeinde H.B., Wien-Innere Stadt. Während dieser Zeit war er zwei Jahre lang stellvertretender Landessuperintendent  und ein paar Jahre auch Vorstandsmitglied des Vereins für Innere Mission und Mitglied des Österreichischen Missionsrates. Bis zu ihrem Tod im Jahr 2019 war Abrahamowicz mit der aus Italien stammenden Pianistin Maria Teresa, geborene Amantea, verheiratet. Die beiden hatten gemeinsam fünf Kinder, zwei Enkelkinder und sechs Urenkel.

### Ökumene
Die Ökumene war Abrahamowicz ein besonderes Anliegen. Er hat gemeinsam mit Pfarrer Peter Karner 25 Jahre lang in diesem Sinne in der Reformierten Stadtkirche gewirkt. 1965 wurde er freier Mitarbeiter des ORF und trat regelmäßig in evangelischen und ökumenischen Sendungen auf. 1966 gründete er die Ökumenischen Vespern, an denen über Jahrzehnte leitende Persönlichkeiten aus anderen christlichen Kirchen teilnahmen. Von 1981 an initiierte und organisierte Abrahamowicz mehrere Hilfsprojekte, zuerst in Süditalien, dann in Tunesien und seit 1985 das Projekt Abraham in Sané, einem Dorf in Burkina Faso, nahe der Hauptstadt Ouagadougou.

## Werke
- Amaris: ein Begleitbuch für junge Menschen. Flamberg-Verlag, Zürich 1973, ISBN 3-7179-2147-9.
- Maria – Die Engel. Morgenbetrachtungen. Veritas Verlag, Wien 1982, ISBN 3-85329-308-5.
- mit Peter Karner: Leidenschaften Gottes – Predigt-Zyklus. In: Wiener Predigten. Band 16. Evang. Oberkirchenrat, Wien 1985.
- Abraham – ein Freund Gottes. In: Gudrun Kugler; Denis Borel (Hrsg.): Entdeckung der Freundschaft: Von Philia bis Facebook. Herder Verlag, Freiburg 2010, ISBN 978-3-451-30343-2.